# Fichtenharz
Unter dem Sammelnamen Fichtenharz fasst man alle Harze (Terpentine) zusammen, die teils als natürliches Ausscheidungsprodukt,  teils als Fabrikationsprodukt von Nadelhölzern (Koniferen) der Gattung Picea (Fichten) gewonnen werden.
Es gibt sehr viele andere Bezeichnungen Resina communis, Resina Pini, Resina alba, Resina burgundica, Resina flava, Burgunder Harz, Weißes Harz, Wasserharz, Gelbes Harz, Kiefernharz, Pix alba oder Weißes Pech, Pix burgundica oder Burgunderpech, Gallipo oder Galipot auch Barras, Scharrharz, -pech, Scrape, auch als Schusterpech und Brauerpech, sowie Waldweihrauch.

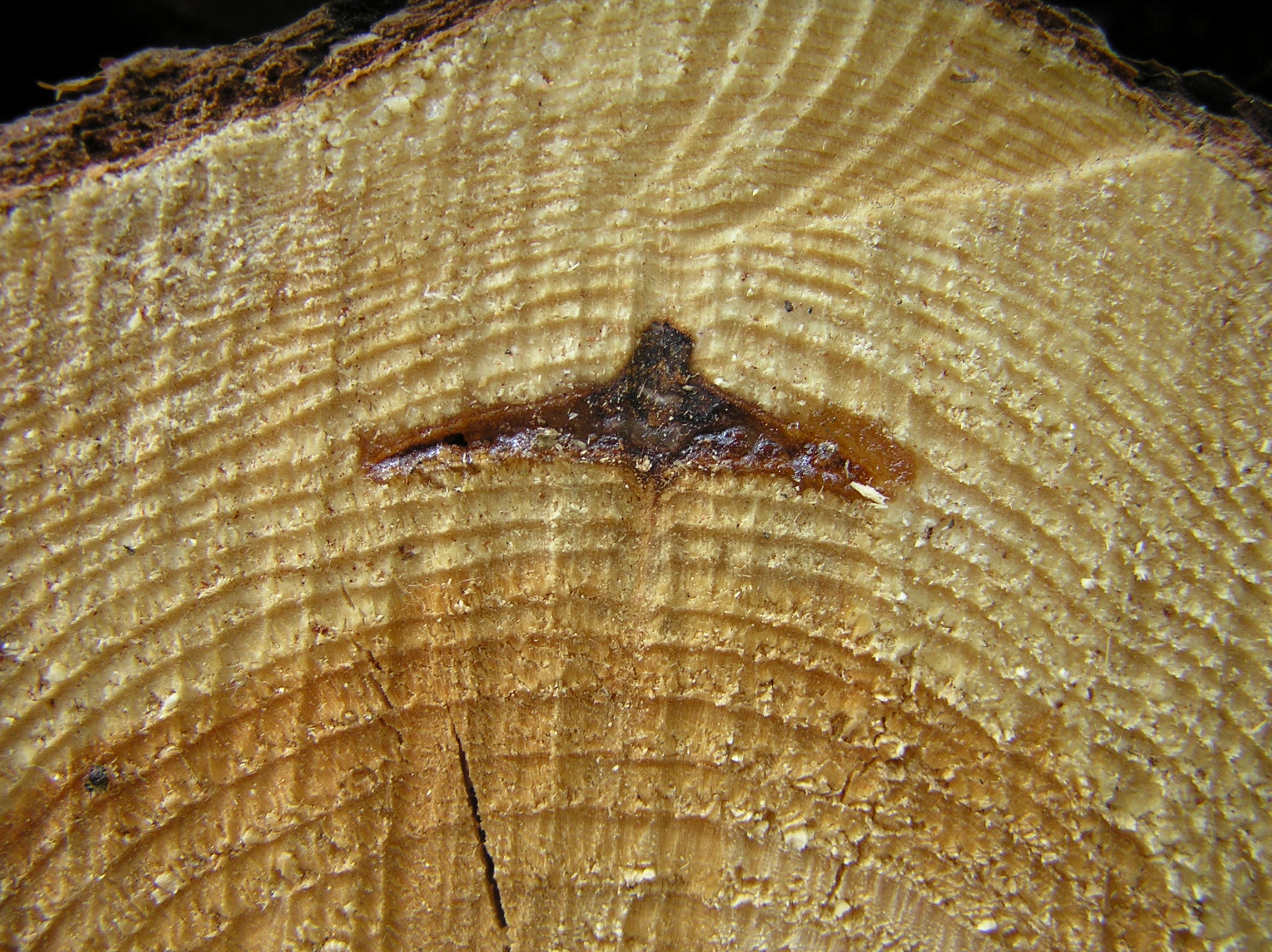
„Harztasche“ in einer geschlagenen Kiefer (Pinus sylvestris)

## Gewinnung/Verarbeitung
Das Fichtenharz kann aus natürlichen Ausflüssen, eingetrocknetes Überwallungsharz (Kallusharz), Scharrharz (Scharrharzgewinnung), sowie aus Einritzungen austreten (Ölharz)(Flussharzgewinnung) und gesammelt werden. Am Stamm verflüchtet sich ein Teil (etwa 20 %) des Terpentinöles, während der Rest verharzt und sich so schließlich harte transparente Massen bilden, das rohe Fichtenharz. Die zwei verschiedenen Harze Kallusharz und Ölharz sind in ihrer Zusammensetzung verschieden.
Dieses Rohharz (Terpentin) kann direkt verwendet oder geschmolzen werden, aber auch durch Destillation verarbeitet werden, es verbleibt der harzige, terpentinölreduzierte Rückstand.
Die Handelssorten werden anhand ihrer Herstellung unterschieden:
- Galipot, Scharrharz: Eingetrocknetes Harz.
- Gewöhnliches Pech: Ohne Wasserdampf destilliertes Harz, das dann durchgeseiht wurde. Es entsteht dabei auch schwarzes- oder braunes Pech, die Rückstände sind Pechgrieben.
- Gekochtes Terpentin: Mit Wasserdampf destilliertes Harz.
- Weißes Pech, Burgunderpech: Gekochtes Terpentin das durchgeseiht wurde. Wird dieses Pech weiter verkocht, entsteht Kolophonium.
- Gelbes Pech, Gelbes Fichtenharz: Gekochtes Terpentin, mit Zusatz von Wasser umgerührt. Auch wird es aus einer Mischung von Kolophonium und Burgunderpech hergestellt.
- Waldweihrauch: Aus jungen Koniferen ausfließendes Harz.

## Zusammensetzung
Das ungereinigte Rohharz enthält noch viele Verunreinigungen (Rindenbestandteile, Schmutz) ist spröde, es sind meist undurchsichtige Stücke von weißgelber bis rötlicher Farbe, mit leichtem Terpentingeruch. Das Fichtenharz ist ein wechselndes Gemenge von kristallisierbarer, gewöhnlich aber amorpher Harzsäure mit Terpentinöl und Wasser.

## Verwendung
Es dient zur Bereitung von Lacken, Firnissen, Kitten, im 19. Jahrhundert zur Herstellung von Pflastern und selbst von Kaugummi („Kaupech“, „Beißpech“), zum Verpichen von Eichenfässern („Brauerpech“), zum Leimen des Papiers, zum Appretieren, für Harzseife und Maschinenschmiere, für Leuchtgas und Leuchtöle.